# Санти ди Тито
Санти ди Тито (итал. Santi di Tito; 5 декабря 1536, Сансеполькро — 23 июля 1603, Флоренция) — итальянский живописец протобарокко, иногда называемого контрманьеризмом, течения в искусстве Италии, художники которого заимствовали некоторые приёмы маньеризма, но пытались вернуться к классической уравновешенности искусства Высокого Возрождения.

## Биография
Художник родился в Сансеполькро, Тоскана. Документов, подтверждающих предполагаемое обучение под руководством Бронзино или Баччо Бандинелли, сохранилось немного. С 1558 по 1564 год Санти вместе с Джованни де Векки и Никколо Чирчиньяни работал в Риме над фресками в Палаццо Сальвиати и Большом зале Бельведера. Его индивидуальный стиль приобрёл классические черты, которые С. Й. Фридберг назвал «рафаэлевскими». Этот стиль контрастировал с господствующей в то время богатой римской живописью Федерико и Таддео Цуккарo или их флорентийских соперников: Вазари, Алессандро Аллори и Бронзино.
Вернувшись во Флоренцию в 1564 году, он присоединился к Академии рисунка, основанной Джорджо Вазари. Он создал две картины в стиле тосканского маньеризма для кабинета и лаборатории герцога — Студиоло Франческо I в Палаццо Веккьо: «Сёстры Фаэтона» и «Геркулес и Иола». Этот художественный проект, как и многие другие, курировал Джорджо Вазари.
Санти ди Тито продолжил работу над Святым собеседованием для церкви Оньисанти и написал два алтарных образа для церкви Санта-Кроче во Флоренции: «Воскресение» (1570—1574) и «Ужин в Эммаусе» (1574). Для собора Вольтерры Санти также написал «Воскрешение Лазаря»; образ Мадонны для флорентийской церкви Сан-Сальваторе-аль-Весково и многое другое. Зрелый стиль Санти представлен в «Видении святого Фомы Аквинского», также известном как «Святой Фома посвящает свои работы Христу», находящемся в церкви Сан-Марко (Флоренция).
Художник скончался во Флоренции 23 июля 1603 года.
Среди его учеников был Лодовико Чиголи, ведущий художник во Флоренции конца XVI — начала XVII века. Другой ученик по имени Франческо Моки стал выдающимся скульптором в стиле барокко и создал, среди прочих произведений, колоссальную статую Святой Вероники в средокрестии собора Святого Петра в Риме.